# 拉乔克里
拉乔克里（Rajokri），是印度德里South West县的一个城镇。总人口12758（2001年）。

## 人口
该地2001年总人口12758人，其中男性7175人，女性5583人；0—6岁人口1964人，其中男1115人，女849人；识字率65.87%，其中男性为73.21%，女性为56.44%。